# The Return of the Regulator
The Return of the Regulator è il quarto album in studio del rapper statunitense Warren G, pubblicato nel 2001.

## Tracce
1. Intro – 3:33
2. Lookin' at You (feat. Ms. Toi) – 4:14
3. Here Comes Another Hit (feat. Nate Dogg & Mista Grimm) – 3:33
4. Somethin' to Bounce To (feat. Soopafly) – 3:24
5. This Gangsta Shit Is Too Much (feat. Butch Cassidy) – 3:45
6. Pump Up (Skit) – 1:48
7. Young Locs Slow Down (feat. WC & Butch Cassidy) – 4:22
8. Speed Dreamin' (feat. George Clinton & Mista Grimm) – 5:02
9. Yo' Sassy Ways (feat. Nate Dogg & Snoop Dogg) – 3:58
10. Deez Nuts Part II (Skit) – 1:00
11. It Ain't Nothin' Wrong with You (feat. Mista Grimm, Boss Hogg & Vic Damone) – 3:48
12. Ghetto Village – 3:54
13. They Lovin' Me Now (feat. Butch Cassidy & Boss Hogg) – 4:08
14. Streets of LBC (feat. Lady Mo) – 4:11
15. G-funk Is Here 2 Stay (feat. Mista Grimm & Kokane) – 4:25
16. Keepin' It Strong (feat. El DeBarge) – 5:06
17. Getaway (feat. Mista Grimm; Bonus Track) – 4:38